# Aavere (Väike-Maarja)
Aavere – wieś w Estonii, w prowincji Virumaa Zachodnia, w gminie Väike-Maarja.